# Bonnie e Clyde (romance infantil)
Bonnie & Clyde é um romance infanto-juvenil de Miguel M. Abrahão de 1975, somente publicado em 1984 no Brasil. 

## Sinopse
A rica Bonnie Sapo, filha do banqueiro mais importante de Sapópolis, cansada da vida monótona e superficial que levava, conhece o aprendiz de Robin Hood, Clyde Frog. 
Ao se envolverem de maneira inusitada, acabam por se apaixonar e se tornam, por espírito de aventura e de justiça, uma dupla de assaltantes de bancos, roubando dos mais abastados para dar aos pobres. 
Neste romance, o autor faz uma releitura, de maneira divertida e criativa, da história dos lendários jovens gângsteres americanos que, durante a Grande Depressão americana, se transformaram no casal mais glamoroso de todos os tempos. 